# Palazzo del Conservatorio Pio

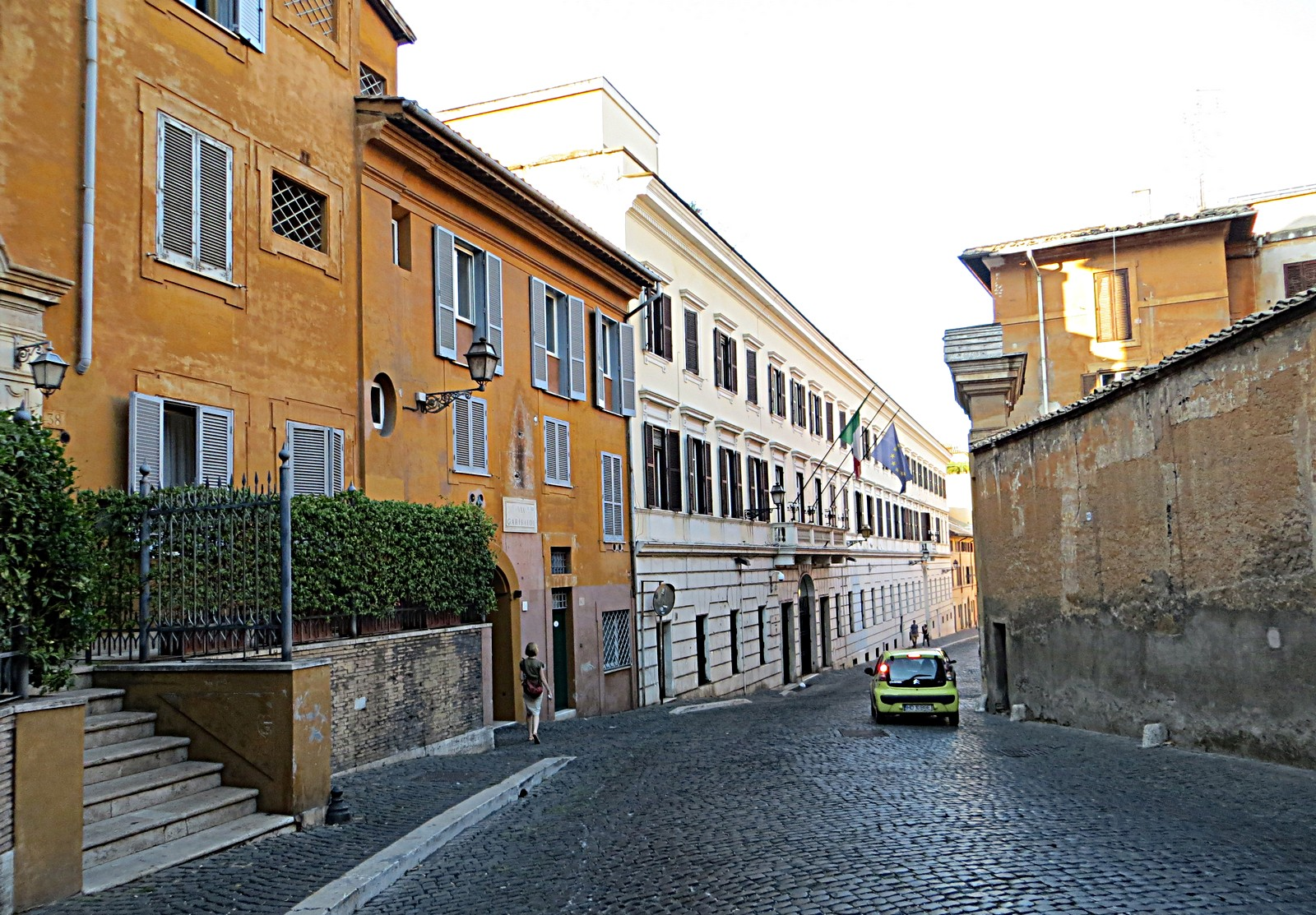
A antiga fábrica é o grande edifício branco do lado esquerda desta imagem da Via Garibaldi. Compare com a vista abaixo.

Palazzo del Conservatorio Pio é um grande palácio localizado na altura do número 41-45 da Via Garibaldi, no rione Trastevere de Roma. O local abrigava antigamente uma fábrica de tabaco de propriedade do Estado Pontifício, conhecida como Vecchia Fabbrica del Tabacco ou Antiga Fábrica de Tabaco, e atualmente abriga o quartel da Legione Lazio dos Carabinieri, a polícia militar italiana.

## História
Este palácio foi construído em 1744 para servir como fábrica de tabaco da sociedade entre Giovanni Michilli e Giovanni Antonio Bonamici, escolhidos para a função pelo papa Bento XIV. O projeto do edifício, construído onde antes ficavam pequenas residências, foi entregue ao principal arquiteto da época, Luigi Vanvitelli, que construiu um grande edifício de três andares, um piso térreo e mais um piso subsolo. No térreo ficava um vasto hall de entrada com teto abobadado que abrigava, além dos símbolos da fábrica, a campainha que indicava a troca de turnos. Deste hall se chegava ao "expansor", onde as folhas de tabaco eram estendidos para secar, depois ao recinto dos fogões de secagem e, finalmente, ao pátio onde a estava localizada a fábrica propriamente dita. Três mós trituravam as folhas e as submetiam à "pisadura", ou seja, à mistura do tabaco através de um fuso com vinte e quatro pás de madeira. As rodas das mós eram movidas por engrenagens hidráulicas instaladas no porão, onde a água fluía através de um canal a partir da tubulação do aqueduto Água Paula e depois era descarregada no Tibre. Em 1752, a fábrica e o edifício foram alugados aos condes Giraud, mas após apenas cinco meses, a concessão foi entregue ao capitão Domenico Zaccardini, o empreiteiro-geral dos Estados Papais; em 1755, Michilli e Bonamici venderam o edifício e a fábrica à Dataria Apostolica. Em 1775, o papa Pio VI destinou o complexo todo ao Conservatorio Pio, que tinha por objetivo a formação de jovens órfãos, um feito recordado por uma placa no segundo pátio: "PIUS VI P.O.M. INTERIORIBUS AEDIFICIS PROVIDENTIA SUA PERFECTIS MACHINISQ INSTRUCTIS LINARIAE ARTI LOCUM CONSTITUIT ARCENDIS PERICULIS PAUPERUM PUELLARUM EARUMQ INOPIAE SUBLEVANDAE CONSULUIT A MDCCLXXV PONT I" ("Pio VI, pontífice ótimo máximo, tendo por iniciativa própria levado a cabo os edifícios internos equipados com maquinário, destinou o local ao trabalho do linho e providenciou a remoção de meninas pobres do perigo, aliviando sua pobreza no ano de 1775, ano 1º de seu pontificado"). Dois anos depois, o papa ampliou a sede adquirindo o edifício vizinho, que abrigava o Conservatorio dell'Assunta (ou della Divina Clemenza).

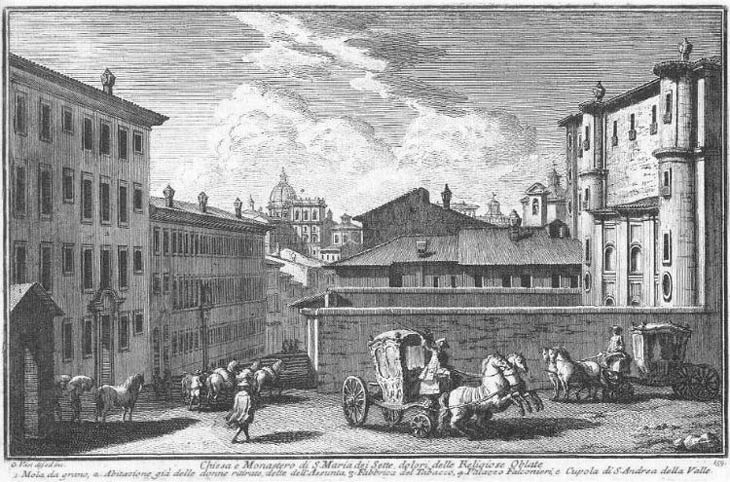
Nesta gravura de Giuseppe Vasi (1759), o palácio está à esquerda: primeiro o antigo edifício do Conservatorio dell'Assunta e em seguida a fábrica. Em frente, a igreja e o mosteiro de Santa Maria dei Sette Dolori.

O novo complexo ampliado foi destinado, em 1792, a um lanifício; em 1820, a estrutura foi novamente ampliada com a criação de uma enfermaria e de um jardim para os órfãos. Em 1854, a fábrica foi alugada ao marquês Giovan Battista Guglielmi que, em 1864, a sublocou a Giustino Taviani e Francesco Narducci, que faliram em 1876. Dois anos depois, o complexo foi vendido ao escocês John Rylands e foi dele que o estado italiano o adquiriu em 1880, incluindo todo o quarteirão que segue até a moderna Caserma Podgora. O complexo foi entregue então ao Ministero della Pubblica Istruzione, que ali sediou entre 1881 e 1905 uma clínica cirúrgica; o edifício do antigo Conservatorio dell'Assunta passou a abrigar o Istituto Metodista de Roma, como recorda uma placa na fachada. Em 1905, o complexo passou para o Ministero degli Affari dell'Interno, que o destinou à Escola de Alunos da Guarda da Cidade (em italiano:  Scuola Allievi Guardie di Città). Em 1919, se mudaram para o edifício alguns destacamentos da Guarda Regia e dos Carabinieri. Em 1951, a porção do edifício de frente para a Via Garibaldi, devidamente restaurada, foi entregue à Escola de Oficiais dos Carabinieri, um fato recordado também por uma placa de bronze na escadaria monumental. O edifício propriamente dito se apresenta em dois pisos com janelas arquitravadas e mais um ático do século XIX. No piso térreo, com revestimento rusticado, se abrem dois portais em arco encimados por varandas sustentadas por mísulas flanqueados por janelas gradeadas que se abrem acima de outras janelas menores do subsolo. 
Depois de passar por vários outros locais, a fábrica de tabaco acabou se estabelecendo, em 1863, durante o reinado do papa Pio IX, na Nuova Fabbrica del Tabacco, um novo palácio na Piazza Mastai, em cujo centro foi colocada uma nova fonte projetada por Andrea Busiri Vici, perto da igreja de San Grisogono.